# Ethos Water
Pour les articles homonymes, voir Ethos (homonymie).
Ethos Water, une filiale de Starbucks, est une marque d'eau en bouteille, qui affiche le but humanitaire d'« aider les enfants à accéder à de l'eau propre ».